# 達芙妮·科勒
達芙妮·科勒（希伯來語：‎，1968年8月27日—）是一位美籍以色列裔的教授，在史丹佛大学教授電腦科學。她也是一位麦克阿瑟獎學金的獲獎者。

## 生平
她和吳恩達2012年一同創辦了線上教育平台Coursera。 她專精於人工智慧研究 並積極發展在生醫領域的應用。 她的研究工作專注在表現、干預、學習和决策，最近則關注電腦視覺和計算生物學。 科勒和史丹佛大学的安娜潘博士，一同開發了PhysiScore，采用各种数据要素来预测早产儿是否有健康问题。 2004年一篇來自麻省理工科技評論的文章"將改變世界的10個新兴技术" 中，科勒教授提及貝式網絡的技術。 